# Peguero
Peguero är en ort i Mexiko.   Den ligger i kommunen Valle de Santiago och delstaten Guanajuato, i den centrala delen av landet, 250 km väster om huvudstaden Mexico City. Peguero ligger 1 805 meter över havet och antalet invånare är 308.
Terrängen runt Peguero är kuperad söderut, men norrut är den platt. Terrängen runt Peguero sluttar norrut. Runt Peguero är det ganska tätbefolkat, med 108 invånare per kvadratkilometer. Närmaste större samhälle är Huanimaro, 13,8 km väster om Peguero. I omgivningarna runt Peguero växer huvudsakligen savannskog.